# Frans Mandaat Syrië
Het Frans Mandaat Syrië, officieel Frans Mandaat voor Syrië en Libanon (Arabisch: الانتداب الفرنسي في سوريا و لبنان, Al-Entidab Al-Fransi fi Souriya oua Loubnan; Frans: Mandat français pour Syrie et le Liban, ook wel Mandat français en Syrie of Syrie mandataire) was een mandaatgebied van de Volkenbond gecreëerd na de Eerste Wereldoorlog toen het Ottomaanse Rijk gesplitst werd bij de Vrede van Sèvres. In Klein-Azië werden vier mandaatgebieden gevormd. De Britten beheersten de mandaatgebieden Palestina en Mesopotamië en de Fransen Libanon en Syrië. Frankrijk en Syrië tekenden een onafhankelijkheidsverdrag in 1936, maar het mandaat bleef, omdat het document niet goedgekeurd werd. Syrië kreeg zijn onafhankelijkheid in 1943, nadat de Vrije Fransen en Britse troepen het herwonnen van Vichy-Frankrijk in 1941. De Franse troepen verlieten het land uiteindelijk op 17 april 1946. Deze dag wordt door de Syriërs gevierd als "Onafhankelijkheidsdag" en wordt ook wel "evacuatiedag" genoemd.

## Bestuurlijke evolutie

### Indeling van 1920
Het Mandaatgebied werd in 1920 door de Fransen in zes districten onderverdeeld:
Frans Mandaat Syrië
| Vlag | Naam                 | Hoofdstad  | Begin | Einde | Huidige land | Opmerking                                                                          |
| ---- | -------------------- | ---------- | ----- | ----- | ------------ | ---------------------------------------------------------------------------------- |
|      | Staat Damascus       | Damascus   | 1920  | 1924  | Syrië        | In 1924 gingen de staten Damascus en Aleppo de Staat Syrië vormen.                 |
|      | Staat Aleppo         | Aleppo     | 1920  | 1924  | Syrië        | In 1924 gingen de staten Damascus en Aleppo de Staat Syrië vormen.                 |
|      | Sandjak Alexandretta | Antiochië  | 1921  | 1938  | Turkije      | In 1938 werd de Republiek Hatay uitgeroepen dat zich in 1939 aansloot bij Turkije. |
|      | Staat der Alawieten  | Latakia    | 1920  | 1936  | Syrië        |                                                                                    |
|      | Dzjebel ed-Droez     | As-Suwayda | 1921  | 1936  | Syrië        |                                                                                    |
|      | Groot-Libanon        | Beiroet    | 1920  | 1943  | Libanon      |                                                                                    |

Bij deze indeling speelden de Fransen in op de religieuze verdeeldheid van de Syrische bevolking om te voorkomen dat zij een verenigd front konden vormen. Het vergrote Libanon met de eraan toegevoegde steden Beiroet en Tripoli was overwegend christelijk met een grote islamitische minderheid; de kuststreek rond Latakia overwegend alawitisch en kreeg zelfs dat stempel opgeplakt; Alexandretta had veel Turkse soennieten en Arabische niet-soennieten en los van de Staat der Alawieten vormden de alawieten er een minderheid; in Dzjebel ed-Droez woonden voornamelijk druzen, zoals ook hier de naam zegt. De rest van Syrië was echter grotendeels soennitisch en om een te sterk soennitisch district te voorkomen werd het met een onscherpe grens gesplitst in een noordelijk deel rond Aleppo en een zuidelijk deel rond Damascus. Het noordoostelijke Koerdische gebied werd bij Aleppo gevoegd; een apart district voor Koerden werd kennelijk niet als voordelig gezien en opname van het Syrisch-Koerdische territorium in een onafhankelijk Koerdistan waarin de Vrede van Sèvres (10 augustus 1920) voorzag werd eveneens van de hand gedaan en de voor de geallieerden en Koerden ongunstige afloop van de Turkse Onafhankelijkheidsoorlog voorkwam uiteindelijk dat er überhaupt een Koerdische staat werd opgericht.

### Federatie, staat, republieken

Vlag van de Staat Syrië (1924-1930).

Veel Syriërs waren ongelukkig met deze nieuwe post-Ottomaanse politiek-geografische verhoudingen en streefden naar verdere aanpassing. Syrische nationalisten -voornamelijk soennieten - wensten een sterk, unitair en zelfstandig Syrië en als concessie richtte Frankrijk in juli 1922 de Syrische Federatie op, een losse deelstatenbond van de Staat der Alawieten, de Staat Damascus en de Staat Aleppo, met een gemeenschappelijke raad te Damascus. Het Sandjak Alexandretta werd in 1923 aan de Staat Aleppo toegevoegd en zodoende ook aan de Syrische Federatie. Op 1 december 1924 ging men een stap verder en fuseerden Aleppo en Damascus tot de Staat Syrië, maar de Staat der Alawieten trad uit de Federatie die voor haar een te soennitisch karakter kreeg; zodoende ontstond alsnog de grote soennitische entiteit die de Fransen hadden willen voorkomen door Damascus en Aleppo te scheiden. Groot-Libanon en Dzjebel ed-Droez bleven buiten zowel de Syrische Federatie als de Staat Syrië; de Libanezen streefden naar onafhankelijkheid van (de rest van) Syrië en Frankrijk en de druzen wilden vasthouden aan de autonomie die ze in 1920 hadden gekregen.
In 1925-1927 woedde de Grote Syrische Opstand waarin verschillende bevolkingsgroepen - vooral de druzen - samen de Fransen trachtten te verdrijven. Ondanks Franse pogingen om verdeeldheid onder de rebellen te zaaien, bleken zij juist erg eensgezind en dit zorgde ervoor dat de opstand lang duurde en alleen met veel geweld kon worden onderdrukt. Hierna trachtte het Franse bewind minder repressief op te treden, omdat zij zoveel weerstand niet aankon.

Vlag van de Syrische Republiek (1930-1958), onafhankelijk sinds 1946.

In 1926 veranderde Frankrijk de naam van Groot-Libanon in Libanese Republiek en voerde een democratische grondwet in. In 1930 werd de Staat Syrië omgedoopt tot de Syrische Republiek en erkend als zelfstandig deel binnen het Franse Mandaat, waar Syrië en Libanon steeds meer onderscheiden entiteiten begonnen te worden. Er werden Syrische verkiezingen gehouden in 1931-1932, waarop de Fransen echter grote invloed uitoefenden. Desondanks werd duidelijk dat de meerderheid van de Syrische en Libanese bevolking onafhankelijkheid wenste en na een mislukte Franse poging om het Syrische berggebied te behouden in 1933 werden in 1936 ten slotte twee aparte onafhankelijkheidsverdragen voor Syrië (inclusief de Staat der Alawieten, Dzjebel ed-Droez en Alexandretta, die voordien geen deel uitmaakten van de Syrische Republiek) en Libanon voorgesteld, die Frankrijk echter nooit heeft goedgekeurd of uitgevoerd.

### Tweede Wereldoorlog

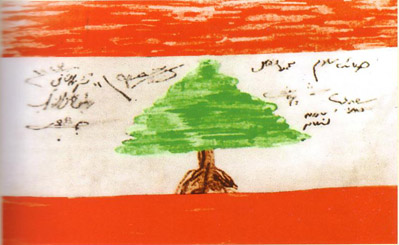
Ontwerpvlag (1943) voor de sinds 1946 onafhankelijke Libanese Republiek.

In 1938 werd het Sandjak Alexandretta formeel gezien onafhankelijk onder de naam Republiek Hatay, maar in 1939 werd het door Turkije geannexeerd bij verdrag met Frankrijk. Vermoedelijk hoopte Frankrijk Turkse steun te winnen voor de op handen zijnde Tweede Wereldoorlog. Toen die uitbrak en het moederland Frankrijk in 1940 door nazi-Duitsland werd bezet en het collaborerende Vichy-regime haar gezag over de Franse koloniën en mandaatgebieden trachtte te doen gelden, staken Britse en Vrije Franse troepen daar een stokje voor door in 1941 via Operatie Exporter Syrië en Libanon te bezetten en onafhankelijk te verklaren. Het Vichy-regime werd gedwongen deze onafhankelijkheid te erkennen. Echter, de Vrije Fransen hielden feitelijk Libanon en grote delen van Syrië nog steeds bezet en bleven er de politiek naar hun hand zetten. Zo werden in 1942 de Staat der Alawieten en Dzjebel ed-Droez toegevoegd aan de Syrische Republiek (zoals in 1936 al was bepaald) en in november 1943 zetten de Vrije Fransen de door henzelf geïnstalleerde Libanese regering zelfs af toen zij hun zin niet kregen. Dit werd hen internationaal niet in dank afgenomen en in 1946 moesten de Fransen Syrië en Libanon definitief ontruimen, werd het Franse Mandaat voor Syrië en Libanon opgeheven en de beide republieken nu echt onafhankelijk.